# Olkkajärvi och Matkalampi
Olkkajärvi och Matkalampi är en sjö i Finland. Den ligger i kommunen Rovaniemi i landskapet Lappland, i den norra delen av landet, 700 km norr om huvudstaden Helsingfors. Olkkajärvi och Matkalampi ligger 98,6 meter över havet. Den är 9,6 meter djup. Arean är 14,57 kvadratkilometer och strandlinjen är 44,82 kilometer lång. Sjön  ingår i Kemi älvs huvudavrinningsområde.   Den sträcker sig 8,7 kilometer i nord-sydlig riktning, och 6,8 kilometer i öst-västlig riktning.
I övrigt finns följande i Olkkajärvi och Matkalampi:
- Lerkansaari (en ö)
- Purnusaari (en ö)
- Kalliosaari (en ö)
- Tirrosaari (en ö)
- Tervasaari (en ö)

I övrigt finns följande vid Olkkajärvi och Matkalampi:
- Apukkajärvi (en sjö)
- Kulusjoki (ett vattendrag)